# Spoorlijn 202B
Spoorlijn 202B is een Belgische spoorlijn in de haven van Zeebrugge. De spoorlijn wordt enkel gebruikt voor het goederenvervoer. De lijn takt bij de vertakking Pelikaan af van spoorlijn 51B en loopt van daar parallel aan deze lijn naar de Bundel Ramskapelle. Dit is een enkelspoorlijn, geëlektrificeerd onder 3 kV CC tot bundel Ramskapelle en verder ongeëlektrificeerd tot eindpunt Britanniadok.

## Aansluitingen
In de volgende plaats is er een aansluiting op de volgende spoorlijn:
Y Pelikaan
Spoorlijn 51B tussen Y Dudzele en Knokke

## Verbindingssporen
202B/1: km 0,075 (lijn 202B) - Bundel Pelikaan
202B/2: Bundel Pelikaan - Y Eivoorde (lijn 202B)